# Кетско-Тымская равнина
Ке́тско-Ты́мская равнина — равнина на территории Красноярского края и Томской области.

## География
Расположена в восточной части Западно-Сибирской равнины в междуречье Кети и Тыма, а также в бассейне Сыма.
На севере ограничена Верхнетазовской возвышенностью в составе Сибирских Увалов, за которой вдоль рек Елогуй и Енисей простираются на север Туруханская низменность и Нижнеенисейская возвышенность. Северо-восточнее и восточнее расположена Енисейская равнина, южнее — Чулымская равнина, западнее — Среднеобская низменность. На территории равнины находится большая часть болота Комарное, а также озеро Когозес.
В пределах равнины расположены населённые пункты Куролино, Максимкин Яр, Усть-Озёрное, а также исчезнувший посёлок Ванжилькынак.